# Genetta bourloni
Cầy genet Bourlon (Genetta bourloni) là một loài cầy genet có nguồn gốc từ các khu rừng Thượng Guinea. Nó chỉ được biết đến từ 29 mẫu động vật trong bảo tàng lịch sử tự nhiên và đã được mô tả là một loài chi Genetta mới vào năm 2003. Nó được liệt kê là loài sắp nguy cấp trong sách đỏ IUCN vì dân số toàn cầu ước tính khoảng dưới 10.000 cá thể trưởng thành.